# Phaner electromontis
Phaner electromontis é uma espécie de lêmure pertencente à família Cheirogaleidae endêmico de Madagascar.